# Edigar Junio
Edigar Junio Teixeira Lima, oder einfach Edigar Junio (* 6. Mai 1991 in Brasília), ist ein brasilianischer Fußballspieler.

## Karriere
Edigar Junio erlernte das Fußballspielen im Paraná Soccer Technical Center sowie in der Jugendmannschaft von Athletico Paranaense in Curitiba. Hier unterschrieb er 2011 auch seinen ersten Profivertrag. Von Juni 2013 bis Dezember 2014 und Juli 2015 bis Dezember 2015 wurde er an den Joinville EC aus Joinville ausgeliehen. Mit Joinville gewann er 2014 die Campeonato Brasileiro de Futebol – Série B. Das komplette Jahr 2016 wurde er an den EC Bahia ausgeliehen. Nach Ende der Ausleihe wurde er von Bahia fest verpflichtet. Mit dem Club aus Salvador gewann er 2017 die Copa do Nordeste und 2018 die Campeonato Baiano. Im Februar 2019 wechselte er auf Leihbasis nach Japan. Hier schloss er sich den Yokohama F. Marinos an. Mit dem Verein aus Yokohama wurde er 2019 japanischer Fußballmeister. Im Anschluss wurde er an den Zweitligisten V-Varen Nagasaki ausgeliehen. Nach der Ausleihe wurde er von Nagasaki Anfang 2021 fest verpflichtet.

## Erfolge
Joinville EC
- Série B: 2014

EC Bahia
- Copa do Nordeste: 2017
- Staatsmeisterschaft von Bahia: 2018

Yokohama F. Marinos
- Japanischer Meister: 2019